# Álex Gálvez
Alejandro « Álex » Gálvez Jimena est un footballeur espagnol, né le 6 juin 1989 à Grenade. Il évolue au poste de défenseur central à l'UD Ibiza.

## Palmarès
Vierge

## Statistiques
| Saison    | Club                     | Pays               | Championnat        | Coupes nationales | Coupes d'Europe | Espagne |
| --------- | ------------------------ | ------------------ | ------------------ | ----------------- | --------------- | ------- |
| 2008-2009 | CD Onda                  | Tercera Division   | 26 matchs / 3 buts | -                 | -               | -       |
| 2009-2010 | CF Villanovense          | Segunda Division B | 31 matchs / 3 buts | -                 | -               | -       |
| 2010-2011 | Real Sporting de Gijón B | Segunda Division B | 34 matchs / 3 buts | -                 | -               | -       |
| 2011-2012 | Sporting de Gijón        | Liga BBVA          | 12 matchs / 2 buts | 2 matchs          | -               | -       |
| 2011-2012 | Real Sporting de Gijón B | Segunda Division B | 17 matchs / 1 but  | -                 | -               | -       |
| 2012-2013 | Rayo Vallecano           | Liga BBVA          | 28 matchs          | 2 matchs          | -               | -       |

Dernière mise à jour le 1er juin 2013